# 87 Девы
87 Девы (лат. 87 Virginis), HD 120052 — двойная звезда в созвездии Девы на расстоянии приблизительно 634 световых лет (около 194 парсек) от Солнца. Визуальная звёздная величина звезды — +5,439m.

## Характеристики
Первый компонент — красный гигант спектрального класса M0, или M2IIIab, или M2III, или Ma. Масса — около 1,564 солнечной, радиус — около 108,202 солнечного, светимость — около 756,097 солнечной. Эффективная температура — около 3878 K.
Второй компонент — коричневый карлик. Масса — около 29,55 юпитерианской. Удалён в среднем на 1,736 а.е..